# Караоткель (Павлодарская область)
Караоткель (каз. Қараөткел, до 199? г. — Октябрь) — село в Иртышском районе Павлодарской области Казахстана. Входит в состав Каракудукского сельского округа. Код КАТО — 554645300.

## Население
В 1999 году население села составляло 165 человек (89 мужчин и 76 женщин). По данным переписи 2009 года, в селе проживало 69 человек (33 мужчины и 36 женщин).